# Йон Балдвін Ганнібалссон
Йон Балдвін Ганнібалссон (ісл. Jón Baldvin Hannibalsson) (21 лютого 1939, Ісафіордюр) — ісландський політик і дипломат. Міністр фінансів Ісландії (1987–1988), Міністр закордонних справ Ісландії (1988–1995), Надзвичайний і Повноважний Посол Ісландії в Україні за сумісництвом (2004-2006).

## Біографія
Отримав ступінь магістра з економіки в Единбурзькому університеті в 1963 році. Навчався в Стокгольмському університеті з 1963 по 1964, а також навчався на викладача в Університеті Ісландії в 1965 році, пройшов курс у Центрі європейських досліджень Гарвардського університету з 1976 по 1977.
Працював редактором Frjáls þjóð (1964–1967) і Alþýðublaðið (1979–1982), 
Очолював ісландську соціал-демократичну партію (1984–1996), 
Був Міністром фінансів Ісландії (1987–1988), 
Міністр закордонних справ Ісландії (1988–1995), очолював делегацію Ісландії в той час, як Ісландія брала участь у формуванні Європейської економічної зони. 
Пізніше Надзвичайний і Повноважний Посол Ісландії у Сполучених Штатах Америки та Мексиці з 1998 по 2002, був послом в Фінляндії, Естонії, Латвії і Литві з 2002 по 2005 р. Він визнав незалежність Балтійських держав у 1991 році. Він також, був першим міністром закордонних справ у світі, хто визнав Хорватію як суверенну державу в 1991 році.
У січні 1991 року, після кровопролиття у Вільнюсі, він почав процес відновлення дипломатичних зв'язків між Литвою та Ісландією.
З 23 лютого 2004 по 12 жовтня 2006 року — Надзвичайний і Повноважний Посол Ісландії в Україні за сумісництвом.

## Нагороди та відзнаки
- Командор Великого хреста ордена Великого князя Литовського Гедимінаса (Литва)
- Почесний громадянин міста Вільнюса.
- Орден Хреста землі Марії, 1-го ступеня. (Естонія)